# Stanisław Wojciechowski
Stanisław Wojciechowski, ps. „Wacław” (ur. 15 marca 1869 w Kaliszu, zm. 9 kwietnia 1953 w Gołąbkach) – polski polityk i działacz spółdzielczy, w latach 1922–1926 drugi prezydent Rzeczypospolitej Polskiej.
Początkowo w Związku Młodzieży Polskiej „Zet”, później związany z ruchem robotniczym – od 1891 w Zjednoczeniu Robotniczym, od 1892 w Polskiej Partii Socjalistycznej, później na emigracji (w Szwajcarii, Francji i Wielkiej Brytanii), w Związku Zagranicznych Socjalistów Polskich. Po powrocie do kraju zaangażował się w ruch spółdzielczy. Był autorem wielu publikacji poświęconych tej tematyce, członkiem Towarzystwa Kooperatystów w Warszawie, dyrektorem Związku Towarzystw Spożywczych (1911–1915).
Podczas I wojny światowej członek Komitetu Narodowego Polskiego, stał też na czele Polskiego Zjednoczenia Międzypartyjnego w Moskwie. Od 16 stycznia 1919 do 9 czerwca 1920 był ministrem spraw wewnętrznych. Od 1921 w PSL „Piast”.
20 grudnia 1922 został przez Zgromadzenie Narodowe wybrany na urząd Prezydenta Rzeczypospolitej Polskiej; urząd ten pełnił od 22 grudnia 1922 do 15 maja 1926, kiedy w następstwie przewrotu majowego zdecydował z niego ustąpić. Zakończył wówczas aktywną działalność polityczną, skupiając się na pracy naukowej.

## Wczesne lata
Stanisław Wojciechowski urodził się w Kaliszu, ówcześnie stolicy rosyjskiej guberni na terenie tzw. Królestwa Polskiego. Według zachowanych dokumentów aktów stanu cywilnego faktycznym miejscem urodzenia miała być wieś Tyniec, położona na przedmieściach Kalisza. Jego rodzina była niezamożna, jednak legitymowała się szlachectwem sięgającym XV wieku. Był synem Feliksa Wojciechowskiego (ur. 1825 w Radziejowie, zm. 1881 w Kaliszu), uczestnika powstania styczniowego, a później urzędnika w Warszawie, i jego drugiej żony, poślubionej w 1866 Florentyny Vorhoff (ur. 1833 w Kaliszu, zm. 1910), córki Karola Vorhoffa, emerytowanego urzędnika w rządzie gubernialnym warszawskim. Po ślubie Feliks Wojciechowski zamieszkał w Kaliszu, gdzie od 1867 zajmował stanowisko naczelnika aresztu śledczego w Tyńcu.
W 1888 przyszły prezydent ukończył Męskie Gimnazjum Klasyczne w Kaliszu, a następnie rozpoczął studia na Wydziale Fizyko-Matematycznym Cesarskiego Uniwersytetu Warszawskiego.

## Działalność polityczna i społeczna

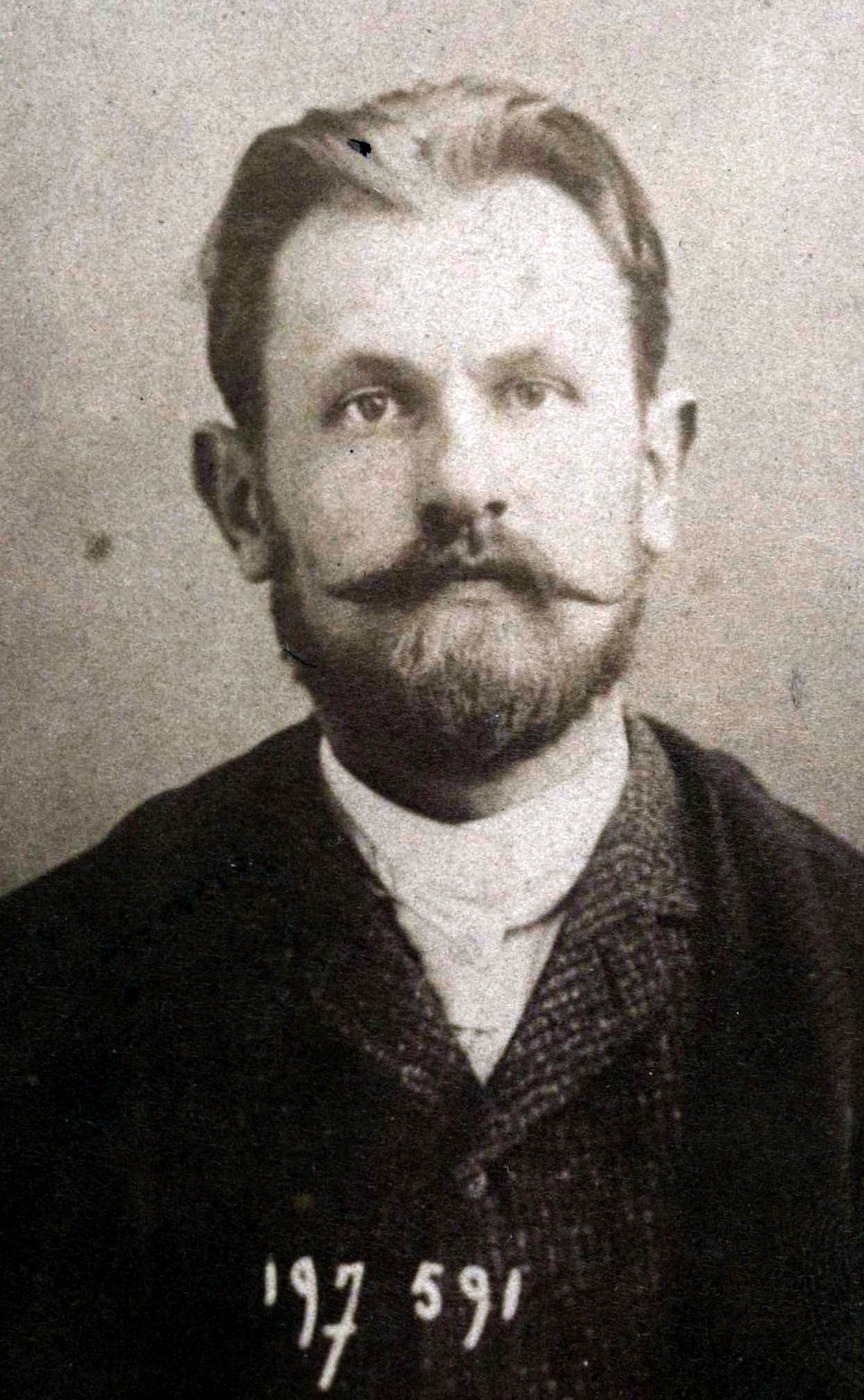
Stanisław Wojciechowski po zatrzymaniu przez policję francuską 1893

Na studiach rozpoczął działalność polityczną. Był członkiem tajnych antyrosyjskich organizacji niepodległościowych, aktywistą tworzącym związki zawodowe, a także członkiem Centralizacji Związku Młodzieży Polskiej „Zet” (od 1890). W 1891, za udział w jednej z demonstracji niepodległościowych, trafił na pewien czas do więzienia.

### Polska Partia Socjalistyczna
Nieco później związał się z ruchem robotniczym. Od 1891 był członkiem Zjednoczenia Robotniczego. Był uczestnikiem zjazdu założycielskiego Polskiej Partii Socjalistycznej (PPS) w Paryżu w 1892 roku z ramienia Zjednoczenia. i I zjazdu tej partii w Wilnie w 1893, podczas którego poznał Józefa Piłsudskiego.
Prowadził działalność oświatową wśród robotników. Był jednym z założycieli tzw. kasy oporu wśród budowlańców, tkaczy i piwowarów. Współorganizował obchody 1 maja w 1892.
W maju 1892 został dwukrotnie aresztowany przez władze carskie. W obawie o bezpieczeństwo innych członków organizacji zdecydował się na emigrację. Od 1892 do 1906 przebywał za granicą, początkowo w Szwajcarii (w Zurychu), a później we Francji (w Paryżu). Tam zajął się m.in. zecerstwem, co stało się jego głównym źródłem utrzymania. Przydało się także w późniejszej działalności konspiracyjnej (mieszkał przy rue Scription 6, a pracował przy rue du Four 3). Podczas pobytu we Francji wszedł w skład Związku Zagranicznego Socjalistów Polskich, zajmując miejsce w zarządzie organizacji.

12 stycznia 1893 został wydalony z Francji na mocy decyzji administracyjnej jako szczególnie niebezpieczny działacz polityczny, Francja była wówczas sojusznikiem carskiej Rosji, a Ochrana miała swoją delegaturę w Paryżu. W wykonaniu decyzji poprzez Boulogne-sur-Mer udał się do Wielkiej Brytanii, gdzie pracował jako drukarz. W czerwcu 1893 r. zarząd Związku Zagranicznego Socjalistów Polskich zadecydował o wysłaniu do Królestwa Polskiego Wojciechowskiego, który miał poprawić sytuację PPS, przechodzącej kryzys i cierpiącej ze względu na brak spójności wewnętrznej. Jak pisał Piotr Wróbel, w tym okresie Wojciechowski 

Stał się super-agentem: gasił spory i utrzymywał kontakty między komitetami robotniczymi, przejeżdżając czasem do 5 tysięcy kilometrów miesięcznie. Uczestniczył w zjazdach PPS, przerzucał do kraju maszyny drukarskie i broń, drukował w podziemiu „bibułę”, dziesiątki razy zmieniał miejsce zamieszkania i przekraczał granicę.

W działalności tej ściśle współpracował z Józefem Piłsudskim, z którym m.in. redagował socjalistyczną gazetę „Robotnik”. W trakcie swej działalności w PPS, polegającej m.in. na gromadzeniu broni, utrzymywał także kontakty z prawicową Ligą Narodową (wykorzystując w ten sposób dawne znajomości z „Zetu”).
W 1899 Wojciechowski ożenił się z Marią Kiersnowską, pochodzącą z drobnej rodziny szlacheckiej zamieszkałej pod Giedrojciami. Zaraz po ślubie wyjechał wraz z żoną do Londynu, gdzie urodziły się ich dzieci. Tam poznał m.in. Piotra Kropotkina. W tym czasie kilkakrotnie przyjeżdżał do Polski, gdzie wciąż prowadził działalność konspiracyjną – m.in. w Wilnie założył tajną drukarnię „Robotnika”, prowadził akcje propagandowe wśród robotników Zagłębia Dąbrowskiego, jak również tę z okazji setnej rocznicy urodzin Adama Mickiewicza.
W 1905 wycofał się z działalności partyjnej, bowiem w PPS podczas warszawskiego zjazdu tymczasową przewagę uzyskała frakcja antyniepodległościowa tzw. „młodych”. Wobec takiego rozwoju wypadków Wojciechowski nie wszedł w skład władz partyjnych i (w przeciwieństwie do Piłsudskiego) nie zaangażował się w budowanie PPS – Frakcji Rewolucyjnej.

### Działalność spółdzielcza
Amnestia ogłoszona w następstwie rewolucji 1905 roku umożliwiła mu legalny powrót do kraju, wraz z rodziną, w styczniu 1906. Początkowo próbował zakładać związki zawodowe. Jednak wkrótce zauważył, że organizacje te szybko zostają zdominowane przez różne partie polityczne, co przyjmował z niezadowoleniem. Wobec tego zaczął działać w Towarzystwie Kooperatystów w Warszawie, założonym przez Edwarda Abramowskiego. Będąc w zarządzie tej organizacji, zajął się działalnością prasy, banku, kółek rolniczych, sklepów robotniczych itd. podległych Towarzystwu. Był także redaktorem czasopisma spółdzielczego „Społem” (w jego mieszkaniu mieściła się redakcja tygodnika). Funkcję tę sprawował od 1906 do 1915. Działacz Towarzystwa Kultury Polskiej (1908–1913). W tym czasie w wydawnictwie Gebethnera i Wolffa opublikował książkę pt. Ruch spółdzielczy i rozwój jego w Anglii (która była częścią tzw. Biblioteczki Społem). W 1908 był organizatorem pierwszego zjazdu organizacji ruchu spółdzielczego spożywców. Od 1911 do 1915 zajmował stanowisko dyrektora Związku Towarzystw Spożywczych (zrzeszającego w 1913 ok. 40 tys. członków). Organizacja posiadała własne hurtownie, Dom Społem i ośrodek edukacyjny w Ołtarzewie. W 1913, podczas uroczystości otwarcia spółdzielczej hurtowni na warszawskim Mokotowie, Wojciechowski powiedział: 

Gdy na zjazdach mówimy, że nasz Związek ma się stać największym domem handlowym w Polsce, to nie o największy obrót towarowy tylko chodzi, ale o objęcie we wspólnej realnej pracy (...) jak największej liczby ludzi. (...) Mamy wśród siebie ludzi różnych warstw i partii (...) – i to jest nasz największy triumf. Polacy jednak mogą i umieją pracować społem!

### Działalność w czasie I wojny światowej
Po wybuchu I wojny światowej podjął nieudaną próbę sformowania polskich oddziałów dywersyjnych w rejonie przyfrontowym u boku wojsk rosyjskich. Był członkiem utworzonego w 1914 roku Centralnego Komitetu Obywatelskiego w Warszawie. W 1915 wraz z Centralnym Komitetem Obywatelskim ewakuował się do Rosji. Był członkiem Centralnego Komitetu Obywatelskiego Królestwa Polskiego w Rosji w 1915. W przeciwieństwie do Piłsudskiego był zdania, że w trakcie tego konfliktu zbrojnego Polacy powinni związać się z siłami koalicji. Działał w Komitecie Narodowym Polskim. Po rewolucji lutowej i obaleniu caratu w 1917 stanął na czele Rady Polskiej Zjednoczenia Międzypartyjnego w Moskwie. Opowiadał się za tworzeniem polskich oddziałów wojskowych w Rosji. W swej aktywności politycznej starał się godzić środowiska polskich narodowych demokratów i socjalistów.
Po przewrocie bolszewickim (rewolucji październikowej) i zawarciu przez rząd sowiecki traktatu pokojowego z Państwami Centralnymi podjął wraz z żoną decyzję o powrocie do Królestwa Polskiego. Wraz z kilkunastoma przyjaciółmi zakupił kilka wozów krytych ciągniętych przez konie. Wykorzystując je, przybyli w czerwcu 1918 do Warszawy. Po drodze przekupili żołnierzy niemieckich i łotewskich, którzy eskortowali transport.
Po powrocie do kraju zajął się działalnością społeczną – sprawował funkcję dyrektora Związku Spożywców. Wznowił także swą aktywność w tygodniku „Społem”, tworzył również ogólnokrajową sieć stowarzyszeń.

### Minister spraw wewnętrznych
W grudniu 1918 Wojciechowski spotkał się z Piłsudskim, który wówczas sprawował stanowisko Naczelnika Państwa. Celem ich rozmów było osiągnięcie kompromisu w stosunkach pomiędzy Piłsudskim a siłami endeckimi oraz paryskim Komitetem Narodowym Polskim. Wojciechowski chciał być pośrednikiem pomiędzy oboma obozami. W tym czasie Naczelnik miał zamiar odwołać lewicowy rząd Jędrzeja Moraczewskiego. Zapytał wobec tego Wojciechowskiego, czy i jakie stanowisko chciałby objąć w nowym gabinecie. Ten odparł, że ma zbyt skromne kwalifikacje, aby objąć tekę rządową. Stwierdził jednak, że tylko w ostateczności, przy braku innych kandydatów byłby zainteresowany resortem spraw wewnętrznych. Jak wskazał: 

prace nad uruchomieniem samorządu i utrzymaniem porządku w państwie uważam za najbardziej odpowiadające moim uzdolnieniom i zainteresowaniom.

Już w styczniu 1919, podczas negocjacji na temat składu rządu Ignacego Paderewskiego, pojawiła się kandydatura Wojciechowskiego na szefa resortu spraw wewnętrznych. Tekę tę miał objąć Leopold Skulski, ale został on kandydatem na posła z Łodzi. 1 stycznia 1919 Wojciechowski objął stanowisko ministra spraw wewnętrznych. Jego pierwszym zadaniem było zapewnienie spokoju społecznego podczas wyborów parlamentarnych do Sejmu Ustawodawczego. Nie było to łatwe, niepokoje panowały w Zagłębiu Dąbrowskim, funkcjonowały rady robotnicze. Dodatkowo Wojciechowski często zastępował premiera Paderewskiego, gdy ten wyjeżdżał za granicę. Czasem zdarzało się także, że przejmował część obowiązków Piłsudskiego, który wiele czasu spędzał na linii frontu. Współpraca pomiędzy oboma politykami układała się wówczas bardzo dobrze. Jako minister Wojciechowski postulował wprowadzenie stanu wyjątkowego na terenie całego byłego Królestwa Polskiego. W resorcie duży nacisk kładł na właściwe zorganizowanie Policji Państwowej. Zadecydował także o delegalizacji Komunistycznej Partii Polski, którą uznał za radziecką ekspozyturę.

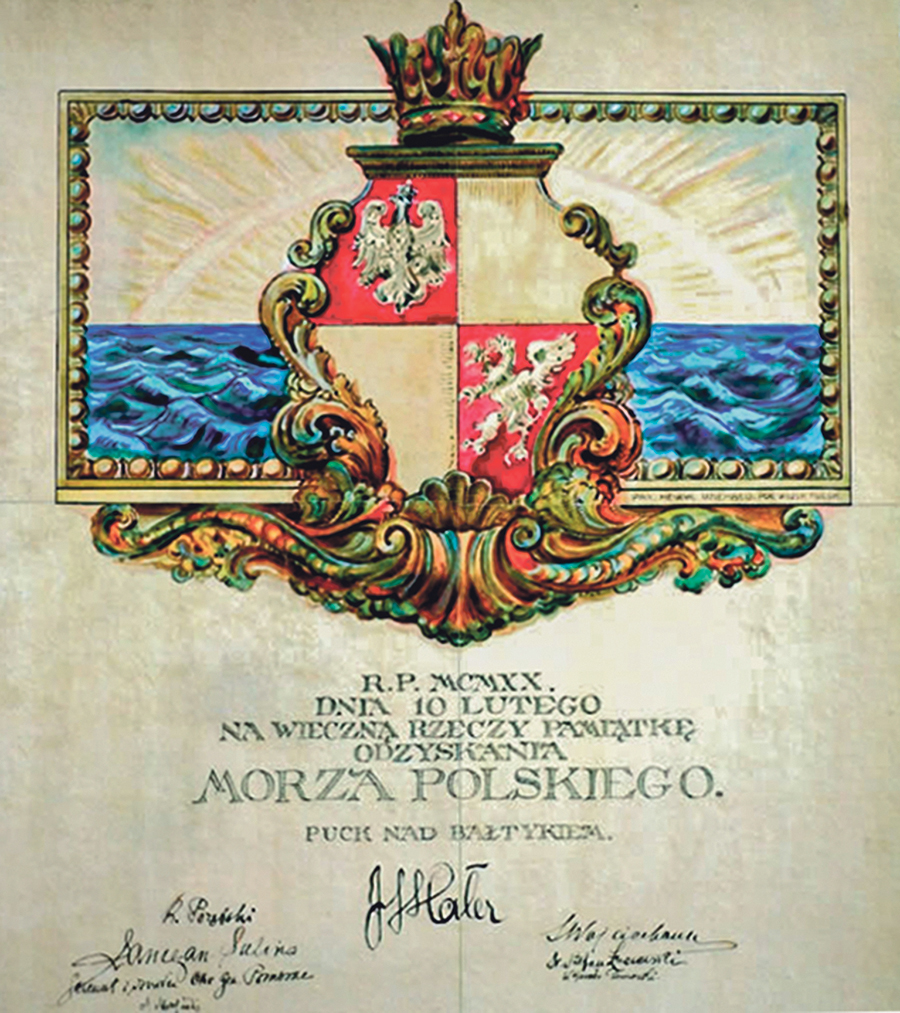
Akt zaślubin Polski z morzem autorstwa Henryka Uziembły. Podpisy złożyli m.in. gen. Józef Haller, kadm. Kazimierz Porębski, gen. Robert Lamezan-Salins, wojewoda pomorski Stefan Łaszewski, minister spraw zagranicznych Stanisław Wojciechowski (prawy górny)

Gdy upadł rząd Paderewskiego, nowy gabinet stworzył Leopold Skulski. Podczas negocjacji odnośnie do obsady poszczególnych stanowisk ministerialnych zarysował się konflikt pomiędzy Skulskim a PSL „Piast”, którego przedmiotem było stanowisko szefa resortu spraw wewnętrznych. Dzięki interwencji Piłsudskiego tekę otrzymał Wojciechowski, uznawany za polityka neutralnego. Tym razem zakres jego obowiązków był mniejszy. Musiał jednak zająć się kwestiami strajków i spekulacji. Był także autorem ustawy o obywatelstwie polskim. Miał również spory wkład w przyjęcie ustawy o obowiązkowym ubezpieczeniu na wypadek choroby. W lutym reprezentował rząd podczas uroczystości Zaślubin Polski z morzem w Pucku, m.in. składając podpis na uroczystym Akcie zaślubin Polski z morzem.
9 czerwca 1920 upadł rząd Skulskiego. Jak twierdził później Wojciechowski, nowy premier – Władysław Grabski, nakłaniał go do pozostania na czele resortu spraw wewnętrznych. Były minister jednak odmówił. Wojciechowski uważał, że wykonał swe zadania, był zmęczony i zniechęcony do polityki. Jak wskazywał, nie darzyła go wówczas zaufaniem ani lewica, ani prawica. Przez tę drugą postrzegany był jako ukryty socjalista i prawa ręka Piłsudskiego, przez tę pierwszą – jako renegat coraz bardziej skłaniający się ku prawicy.
Po złożeniu dymisji ze stanowiska ministra spraw wewnętrznych Wojciechowski rozpoczął pracę w prezydium Rady Ministrów. Pracował m.in. nad konstytucją marcową. Był tam zatrudniony do czasu zakończenia reformy administracyjnej w maju 1921.
W 1921 wstąpił do Polskiego Stronnictwa Ludowego „Piast”. Władze tego ugrupowania poleciły mu stworzenie organu prasowego partii – warszawskiego tygodnika politycznego „Wola Ludu”. Prowadził wówczas współpracę m.in. z Janem Dąbskim i Jakubem Bojko. Nie układała się ona jednak zbyt dobrze, a Wojciechowski odszedł z komitetu redakcyjnego pisma po kilku miesiącach. Kolejnym jego zajęciem było prowadzenie wykładów na temat spółdzielczości w warszawskiej Wyższej Szkole Handlowej (był profesorem historii i teorii kooperacji, z jego inicjatywy w WSH powstała Katedra Spółdzielczości i studenckie Koło Spółdzielców Spożywców). W tym czasie pracował także nad podręcznikiem pt. Kooperacja w rozwoju historycznym.

### Prezydent RP

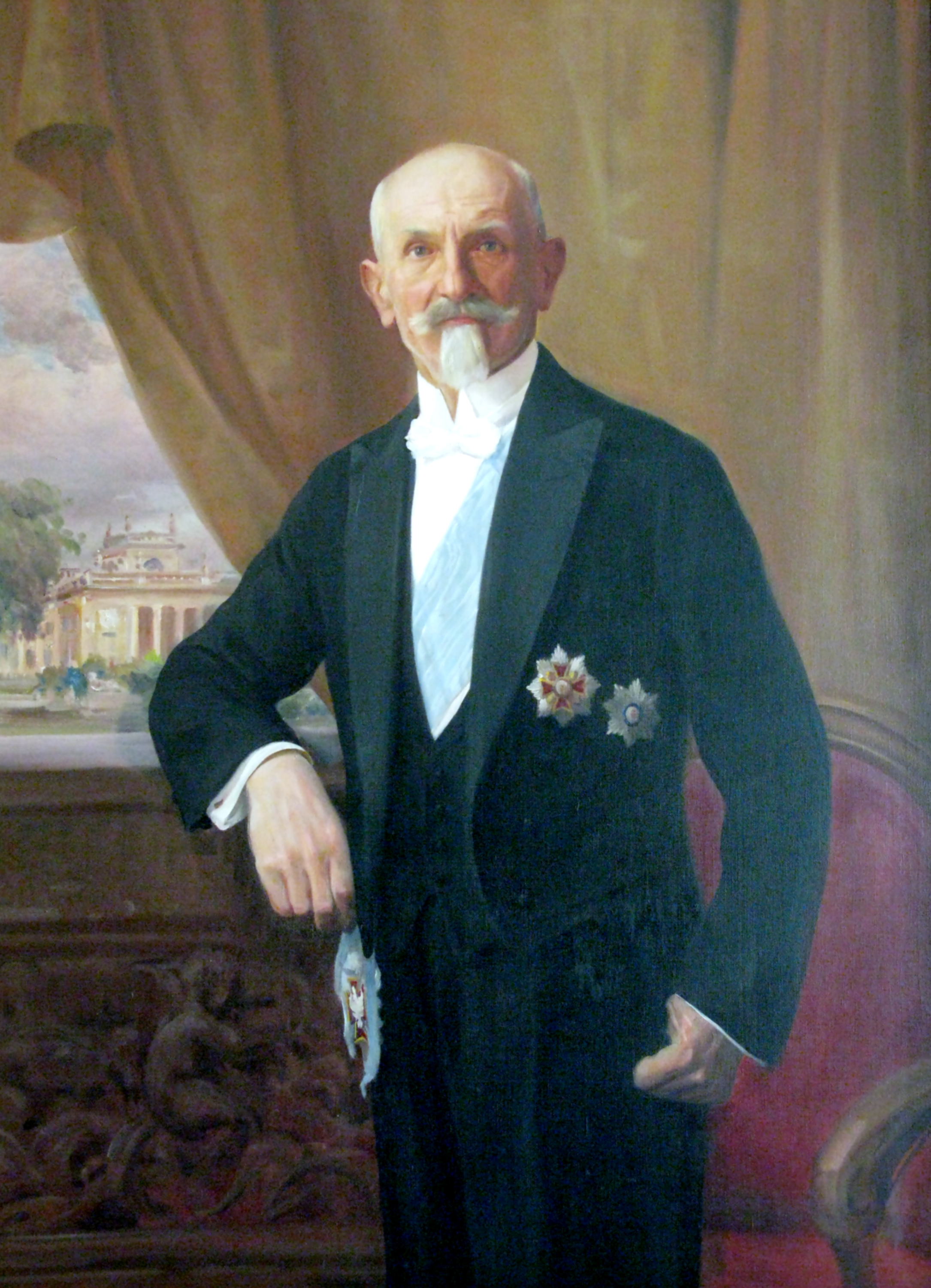
Prezydent Wojciechowski na obrazie Kazimierza Dunin-Markiewicza

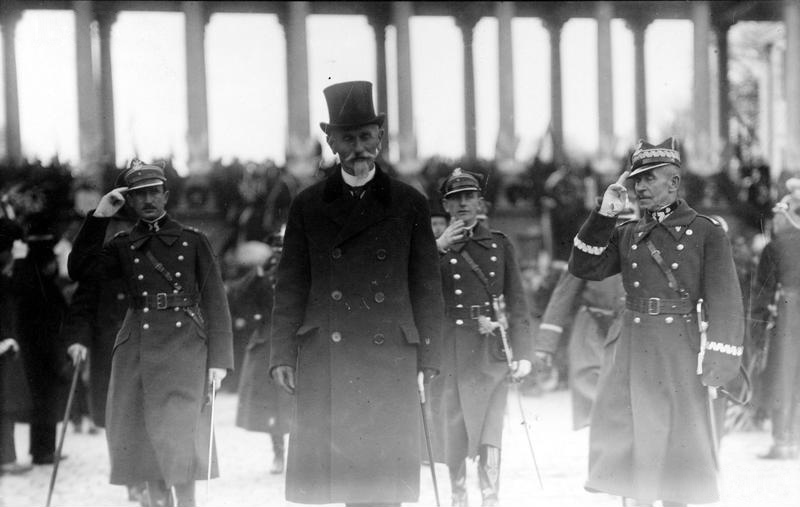
Prezydent Wojciechowski z gen. Mariuszem Zaruskim przed Pałacem Saskim (późniejszym Grobem Nieznanego Żołnierza)

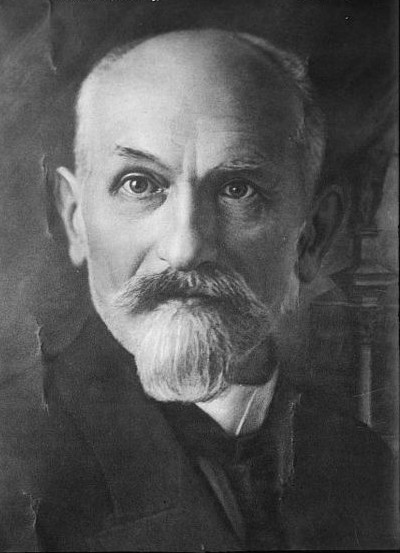
Stanisław Wojciechowski

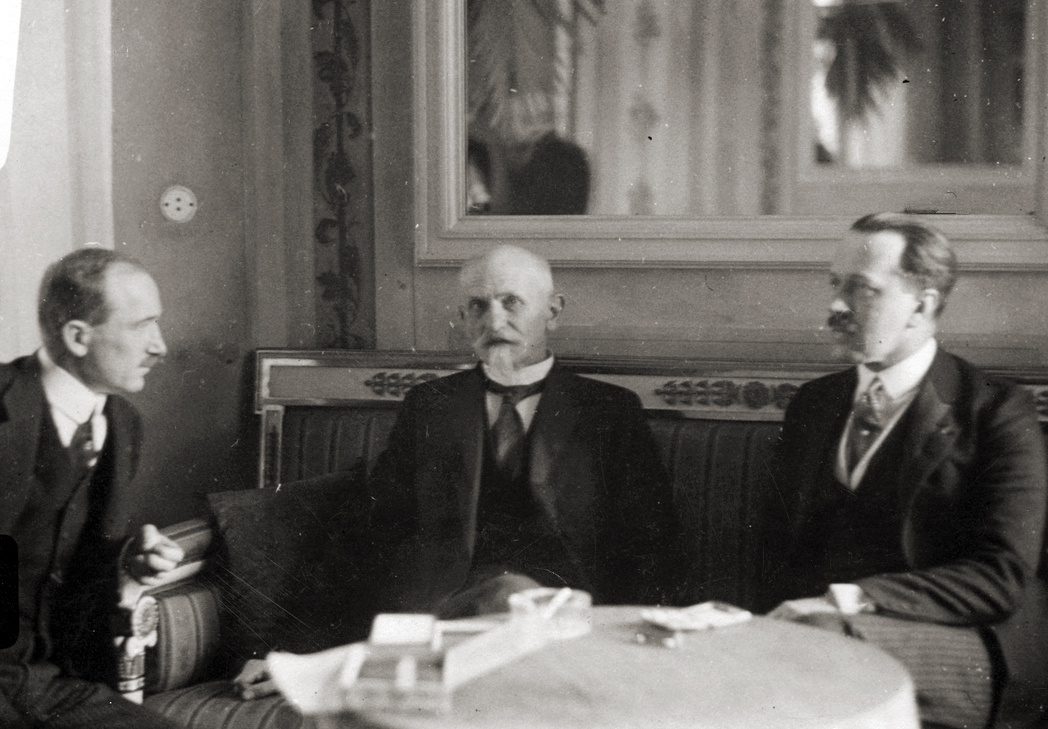
Edvard Beneš, Stanisław Wojciechowski i Aleksander Skrzyński. Belweder kwiecień 1925

Gdy latem 1922 w Polsce miało miejsce przesilenie gabinetowe, Piłsudski rozważał powierzenie misji tworzenia rządu Wojciechowskiemu. W wyborach parlamentarnych w tym samym roku startował z ramienia PSL „Piast” do Senatu. Nie udało mu się jednak uzyskać mandatu. Po wyborach w parlamencie pojawiła się równowaga pomiędzy siłami lewicy i prawicy. Sytuacja taka zapanowała także w Zgromadzeniu Narodowym, które miało wybrać nowego prezydenta RP. Na wystawienie swej kandydatury nie chciał zgodzić się Piłsudski, a Wincenty Witos postrzegany był jako osoba współpracująca z prawicą i nie zwracająca uwagi na interes środowisk chłopskich. Wobec tego PSL „Piast” wysunęło kandydaturę Wojciechowskiego, jako postaci nie uwikłanej w bieżące rozgrywki polityczne. Ten zaakceptował ten wybór, ale gdy PSL „Wyzwolenie” zgłosiło Gabriela Narutowicza, planował się wycofać. Witos przekonał go jednak, aby tego nie czynił.

Pierwsza tura głosowania nie przyniosła rozstrzygnięcia. W kolejnej turze Maurycy Zamoyski otrzymał 228 głosów, Wojciechowski – 152, Narutowicz – 151, Jan Baudouin de Courtenay – 10, a Ignacy Daszyński – 1 głos. Również następne nie przyniosły rozwiązania. Jako kolejni odpadali: kandydat połączonych klubów mniejszości narodowych Baudouin de Courtenay (5 głosów) i Stanisław Wojciechowski, postrzegany jako główny konkurent endeckiego kandydata, który otrzymał 146 głosów. W ostatniej turze, która musiała przynieść rozstrzygnięcie, głosowano zatem nad dwiema kandydaturami – Zamoyskiego i Narutowicza. Zwyciężył ten drugi. Jak pisał Piotr Wróbel: 

Wojciechowski odpadł w czwartej turze głosowania, nie poparła go grupa posłów z PPS niechętna Piłsudskiemu, prawicy wydał się groźniejszym przeciwnikiem niż Narutowicz i dlatego montowała ona zakulisowo przewagę dla Narutowicza, tak by w finalnej rozgrywce jego – a nie Wojciechowskiego – mieć przeciwko własnej kandydaturze Maurycego Zamoyskiego. Plan prawicy nie powiódł się i przeszła ona do działań pozaparlamentarnych, zakończonych zabójstwem prezydenta.

Po śmierci Narutowicza 16 grudnia, tymczasowo sprawujący obowiązki głowy państwa marszałek Sejmu Maciej Rataj wyznaczył datę nowych wyborów prezydenckich na 20 grudnia 1922.
Tym razem prawica wysunęła kandydaturę ówczesnego prezesa Polskiej Akademii Umiejętności Kazimierza Morawskiego. Zgłoszono także Wojciechowskiego – ponownie jako kandydata kompromisowego oraz Władysława Sikorskiego. Początkowo Witos rekomendował własnej partii głosowanie na Morawskiego. Lewe skrzydło ugrupowania sprzeciwiało się temu jednak, w związku z wydarzeniami, które doprowadziły do zabójstwa Narutowicza. W wyniku wewnątrzpartyjnej dyskusji podjęto decyzję o udzieleniu poparcia kandydaturze Wojciechowskiego. Już w pierwszym głosowaniu otrzymał on 298 głosów. Przy 221 głosach poparcia dla Morawskiego, oznaczało to wybór Wojciechowskiego na stanowisko głowy państwa.

Tuż po głosowaniu, przedstawiciele Zgromadzenia Narodowego pojawili się w mieszkaniu Wojciechowskiego, aby poinformować go o wyborze na stanowisko prezydenta. Ten uznał, że należy podporządkować się woli połączonych izb parlamentu. Wkrótce potem u Wojciechowskiego zjawił się poseł Alfons Erdman, który na polecenie Witosa prosił go, aby wstrzymał się na jakiś czas z przyjęciem wyboru. Było już jednak za późno – prezydent elekt uznał, że wahanie w tej kwestii jest niewskazane. 20 grudnia wieczorem Wojciechowski złożył przysięgę prezydencką. W swoim orędziu do narodu powiedział m.in.: 

Ślubujmy dawać w życiu politycznym wyraz utajonej tęsknocie do braterskiego współdziałania dla dobra wszystkich. Najpilniejsza potrzeba to trwały rząd silny zaufaniem Sejmu i budżet wypełniony podatkami obywateli. Żaden geniusz jednostki, żadna dyktatura bez was tego nie zrobi. Zrobić to może zgodny wysiłek całego narodu. W imieniu Rzeczypospolitej wołam do Was Obywatele, skłaniajcie się do zgody w sprawach dobra powszechnego, ona jest pierwszym warunkiem wiernego wykonania ustawy konstytucyjnej, uzdrowienia życia gospodarczego i wychowania obywateli godnych imienia polskiego.

Wojciechowski nie skorzystał z prawa łaski wobec Eligiusza Niewiadomskiego – zabójcy swojego poprzednika.
Podczas swej kadencji, Wojciechowski starał się być aktywnym politykiem, angażującym się w prace rządu. W czasie swojej prezydentury czynnie wspierał pozaparlamentarne gabinety Władysława Sikorskiego i Władysława Grabskiego. Kulminacja politycznych wpływów prezydenta przypadła na okres działalności rządu tego drugiego polityka (z którym był zaprzyjaźniony). Stanisław Wojciechowski uczestniczył w Komitecie Politycznym Rady Ministrów, a także miał pewien wpływ na treść rozporządzeń dotyczących reformy walutowej, tworzonych w ramach specjalnych pełnomocnictw udzielonych rządowi przez Sejm.
Wojciechowski w trakcie sprawowania urzędu próbował kształtować polski zwyczaj konstytucyjny poprzez wprowadzenie swoistego konstruktywnego wotum nieufności, polegającego na tym, iż misję tworzenia nowego rządu powierzał liderowi największego ugrupowania uczestniczącego w obaleniu poprzedniego gabinetu, a gdy nie udało mu się wyłonić nowej rady ministrów prezydent opowiadał się za pozostawieniem starego rządu bądź powołaniem gabinetu pozaparlamentarnego. Metodę tę zastosował po upadku drugiego gabinetu Wincentego Witosa, gdy misję tworzenia rządu powierzył Stanisławowi Thuguttowi. Innym przejawem kształtowania przez Wojciechowskiego zwyczaju konstytucyjnego było przyjęcie, wbrew przepisom konstytucji, iż Sejm obraduje permanentnie, a nie w systemie sesyjnym. Prezydent w czasie swojej kadencji nigdy nie zamknął sesji Sejmu, co nakazywała mu konstytucja.

Jednocześnie starał się zachować dobre stosunki z Piłsudskim, który znajdował się w permanentnym sporze z kolejnymi rządami i częścią ugrupowań parlamentarnych. Głównym przedmiotem konfliktu była organizacja władz wojskowych. Początkowo Piłsudski postrzegał Wojciechowskiego jako osobę, która opowie się po jego stronie. Gdy w czerwcu 1923 generał Stanisław Szeptycki wysłał do Sejmu projekt ustawy o najwyższych władzach wojskowych, zapowiadający zlikwidowanie Ścisłej Rady Wojskowej (której przewodniczącym był Piłsudski), rozgorzał ostry spór pomiędzy nim a marszałkiem. Wojciechowski próbował załagodzić spór. Wobec tego Piłsudski wysłał do prezydenta list, w którym zwracał się do niego słowami: 

W sprawie honorowej postąpiłeś jak kacyk, który praw honoru nie szanuje i zapomina, że honor należy do ludzi personalnie, a nie urzędowo.

Pomimo tego prezydent próbował mediować pomiędzy zwaśnionymi stronami – m.in. uwzględnił uwagi marszałka, który sprzeciwił się powierzeniu teki ministra obrony Sikorskiemu lub Szeptyckiemu. Doprowadził także do tego, że na stanowisko to desygnowano piłsudczyka, Lucjana Żeligowskiego. Jednak Piłsudski nie chciał kompromisu, a samego Wojciechowskiego traktował, jak zauważał Maciej Rataj, „wyzywająco” i „jak służącego”.
Funkcję szefa kancelarii cywilnej Prezydenta Wojciechowskiego pełnili Stanisław Car, a od początku 1923 Konstanty Lenc.
5 września 1924, podczas pierwszej wizyty prezydenta we Lwowie, miała miejsce nieudana próba zamachu na niego, w sprawie którego toczył się później proces.

#### Przewrót majowy i rezygnacja ze stanowiska

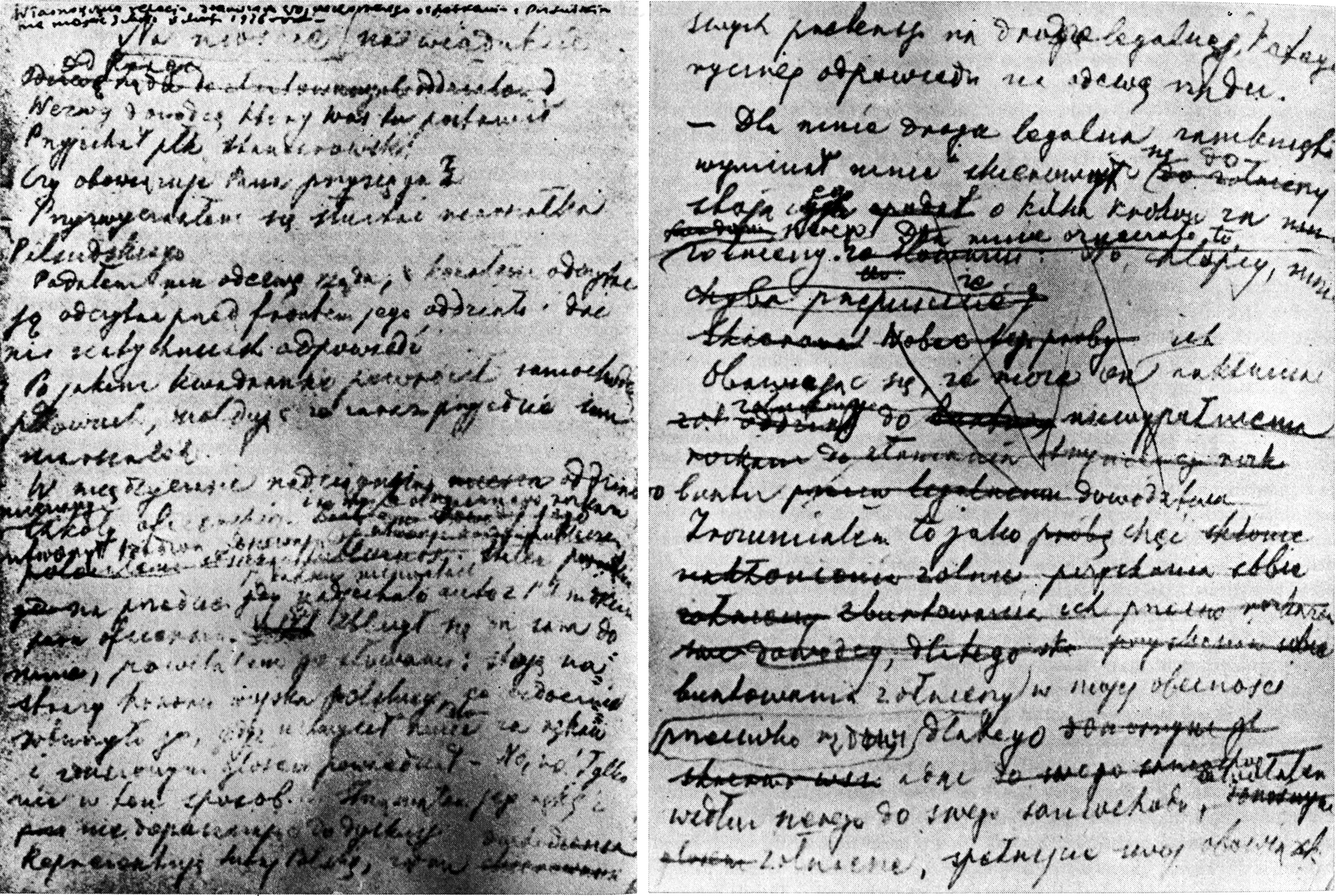
Zapiski Wojciechowskiego ze spotkania z Józefem Piłsudskim na moście Poniatowskiego

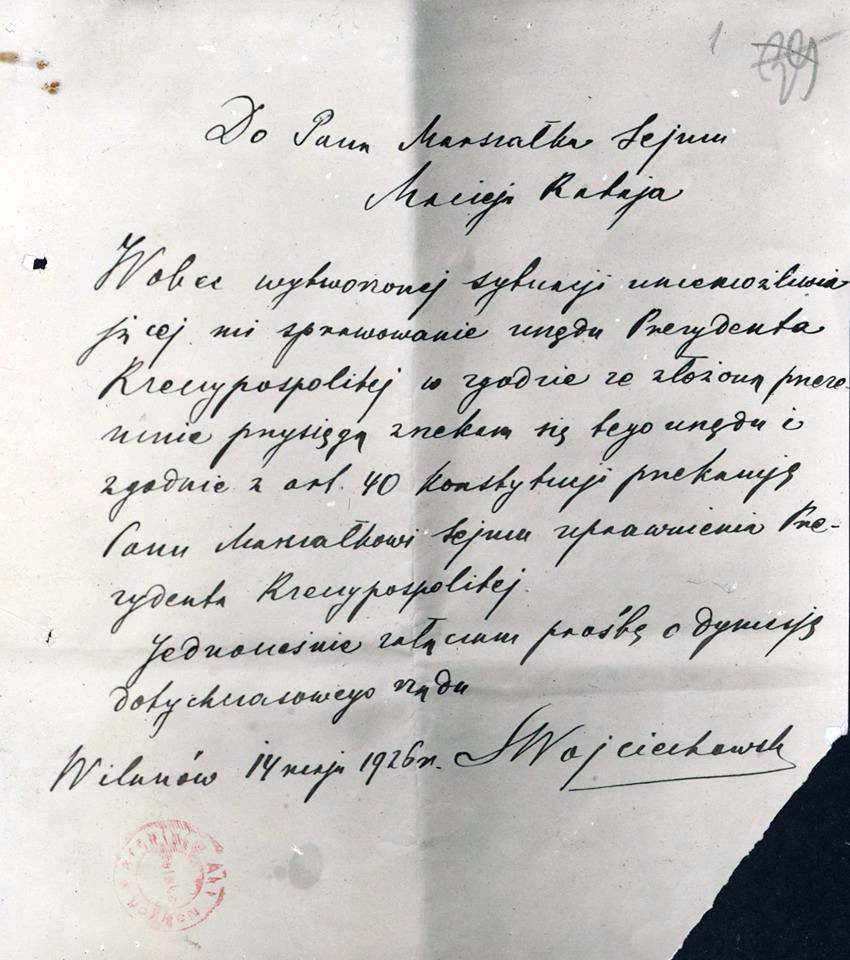
Akt rezygnacji prezydenta Stanisława Wojciechowskiego wraz dymisją rządu Wincentego Witosa 14 maja 1926

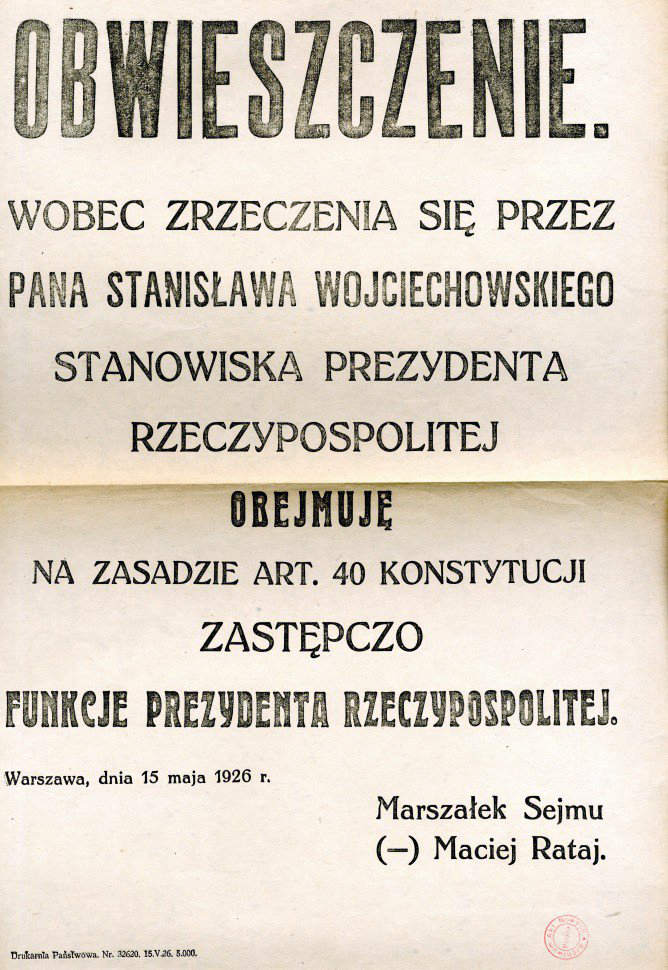
Obwieszczenie marszałka Sejmu Macieja Rataja o przejęciu obowiązków głowy państwa w związku z rezygnacją prezydenta Stanisława Wojciechowskiego. 15 maja 1926

Po upadku rządu Skrzyńskiego, prezydent Wojciechowski misję utworzenia nowego gabinetu powierzył kolejno Józefowi Chacińskiemu, Janowi Dębskiemu, Wincentemu Witosowi, ponownie Chacińskiemu, ponownie Witosowi, Zygmuntowi Markowi oraz Władysławowi Grabskiemu. Za każdym razem próba stworzenia gabinetu kończyła się fiaskiem. Ostatecznie, po dość burzliwych negocjacjach, utworzona została koalicja endecji, chadecji i PSL „Piast” oraz Narodowej Partii Robotniczej, z Wincentym Witosem na czele. Po utworzeniu nowego gabinetu, 12 maja 1926, Wojciechowski wyjechał do Spały, gdzie znajdowała się prezydencka rezydencja.
Gdy oddziały zwolenników Piłsudskiego zaczęły zbrojną demonstrację poparcia dla marszałka, która wkrótce przerodziła się w zamach stanu, Wojciechowski powrócił do Warszawy. Jako najwyższy zwierzchnik sił zbrojnych wydał wówczas odezwę do żołnierzy, w której zwracał się do nich: 

Honor i Ojczyzna, to hasła pod którymi pełnicie szczytną służbę pod sztandarami Białego Orła. Dyscyplina i bezwzględne posłuszeństwo prawowitym władzom i dowódcom, to najwyższy obowiązek żołnierski, na który składaliście przysięgę. Wierność Ojczyźnie, wierność Konstytucji, wierność legalnemu rządowi jest warunkiem dotrzymania tej przysięgi.

Prezydent spotkał się z Piłsudskim 12 maja na moście Poniatowskiego w Warszawie około godziny 17. Major Marian Porwit (który dowodził jednym z oddziałów wiernych rządowi), po przybyciu na wiadukt mostu, złożył meldunek prezydentowi, a następnie zameldował się marszałkowi i był świadkiem rozmowy obu dygnitarzy. Piłsudski chciał ustąpienia gabinetu Witosa, prezydent żądał natomiast kapitulacji przeciwnika. Według Wojciechowskiego dialog wyglądał w następujący sposób: 

(...) powitałem go [Piłsudskiego] słowami: stoję na straży honoru wojska polskiego – co widocznie wzburzyło go, gdyż uchwycił mnie za rękaw i zduszonym głosem powiedział – No, no! Tylko nie w ten sposób. – Strząsnąłem jego rękę i nie dopuszczając do dyskusji: – Reprezentuję tutaj Polskę, żądam dochodzenia swych pretensji na drodze legalnej, kategorycznej odpowiedzi na odezwę rządu. – Dla mnie droga legalna zamknięta – wyminął mnie i skierował się do stojącego o kilka kroków za mną szeregu żołnierzy. Zrozumiałem to jako chęć buntowania żołnierzy przeciwko rządowi w mojej obecności, dlatego idąc wzdłuż szeregu do swego samochodu, zawołałem: – Żołnierze, spełnijcie swój obowiązek.

Po załamaniu się pertraktacji i odjeździe prezydenta, mjr Porwit odmówił Piłsudskiemu przepuszczenia go przez most. Prawdopodobnie marszałek liczył na chęć współpracy ze strony Wojciechowskiego, z którym łączyła go dawna znajomość. Jego oczekiwania nie sprawdziły się – prezydent stanął na straży konstytucyjnego porządku państwa, miał też znaczny wpływ na działania rządu podczas przewrotu.
14 maja, ok. godziny 13, ze względu na postępy wojsk zwolenników Piłsudskiego, rząd podjął decyzję o konieczności przenosin z Belwederu (ówczesnej siedziby prezydenta) do Wilanowa. O 14 prezydent Wojciechowski wyraził na to zgodę. Po przejściu do Wilanowa, prezydent i rząd naradzali się z dowódcami wojsk lojalnych wobec gabinetu Witosa. Wojskowi byli zdania, iż należy przenieść się do Poznania i stamtąd kontynuować walkę zbrojną. Przeciwko temu wypowiedzieli się Wojciechowski i Witos, obawiający się długotrwałej wojny domowej, która byłaby niebezpieczna dla niepodległości państwa. O godzinie 17:30, podczas posiedzenia rady gabinetowej, prezydent podjął decyzję o rezygnacji z urzędu i wydał rozkaz wojskom rządowym zaprzestania bratobójczych walk. Również premier Witos podał się do dymisji. Tekst rezygnacji prezydenta brzmiał następująco: 

Do p. Marszałka Sejmu Macieja Rataja. Wobec wytworzonej sytuacji uniemożliwiającej mi sprawowanie urzędu Prezydenta Rzeczypospolitej, zgodnie ze złożoną przez mnie przysięgą, zrzekam się tego urzędu i zgodnie z art. 40 konstytucji przekazuję P. Marszałkowi Sejmu uprawnienia Prezydenta Rzeczypospolitej. Jednocześnie załączam prośbę o dymisję dotychczasowego rządu. Wilanów, 14 maja 1926.

Sam Wojciechowski 15 maja rano odjechał do Spały. Do czasu objęcia funkcji prezydenta przez Ignacego Mościckiego, jego obowiązki pełnił marszałek Sejmu, Maciej Rataj.

## Po wycofaniu się z polityki

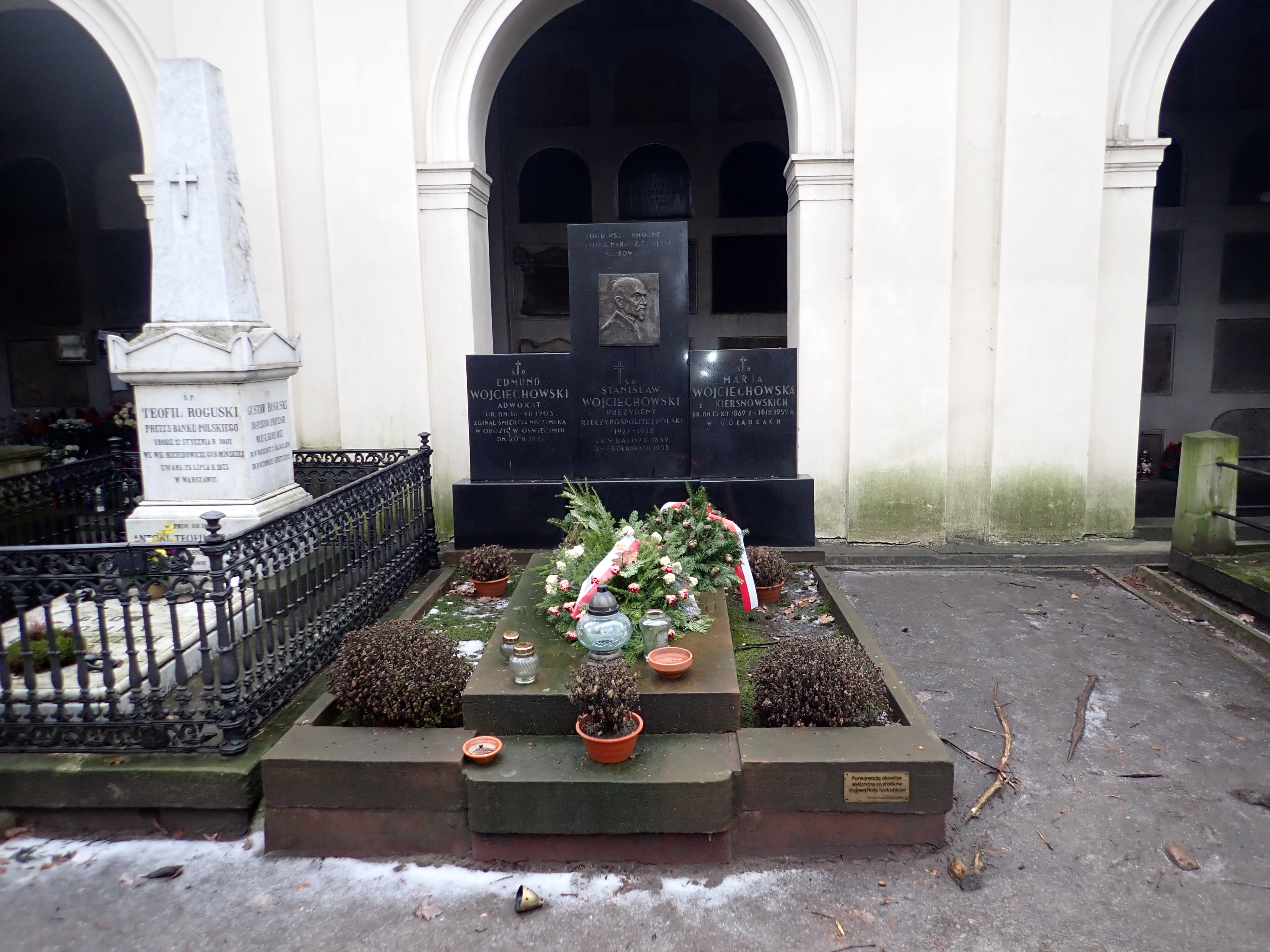
Grób rodzinny Wojciechowskich na Cmentarzu Powązkowskim w Warszawie przed renowacją

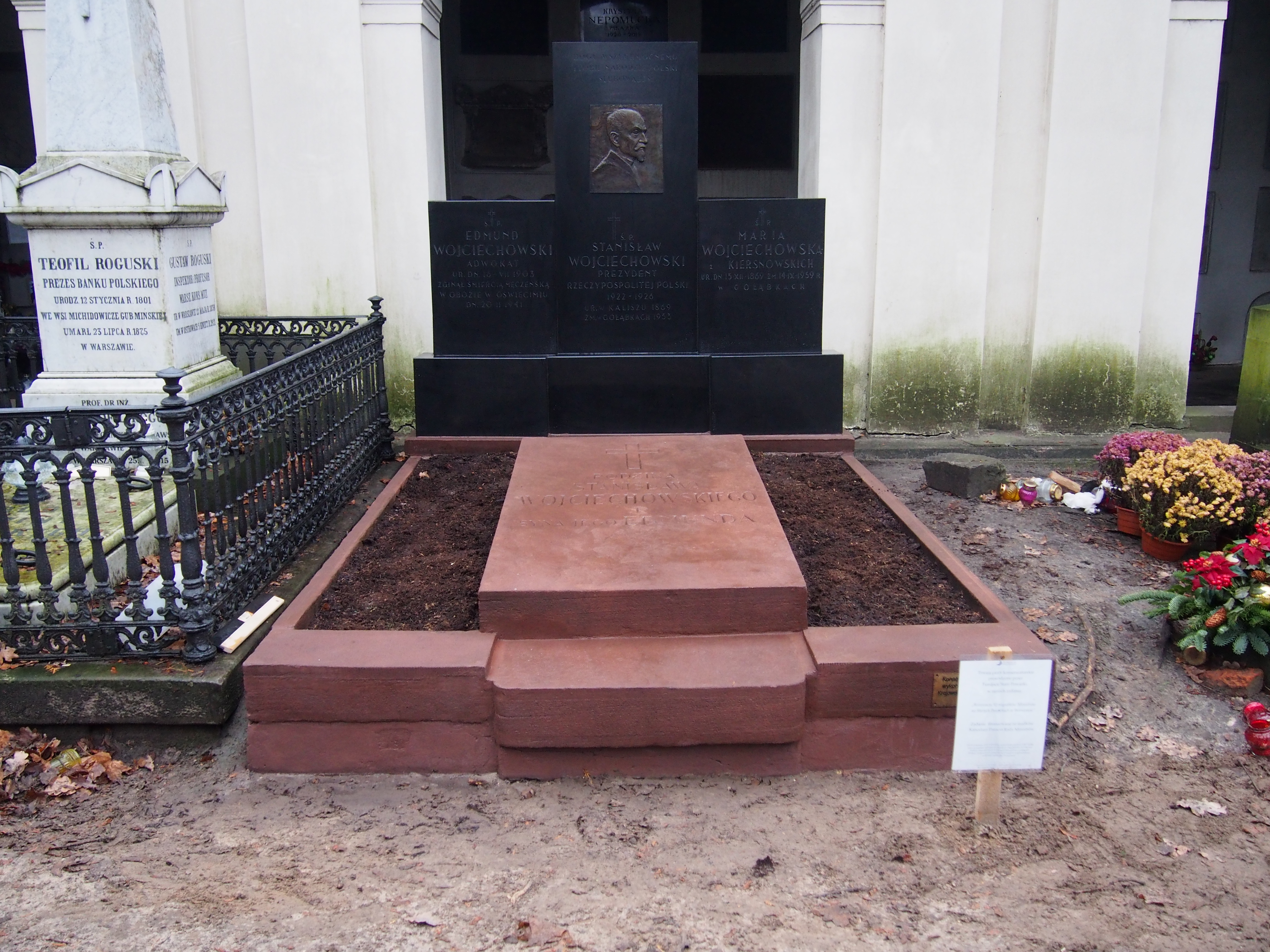
Grób rodzinny Wojciechowskich na Cmentarzu Powązkowskim w Warszawie po renowacji w 2022 roku

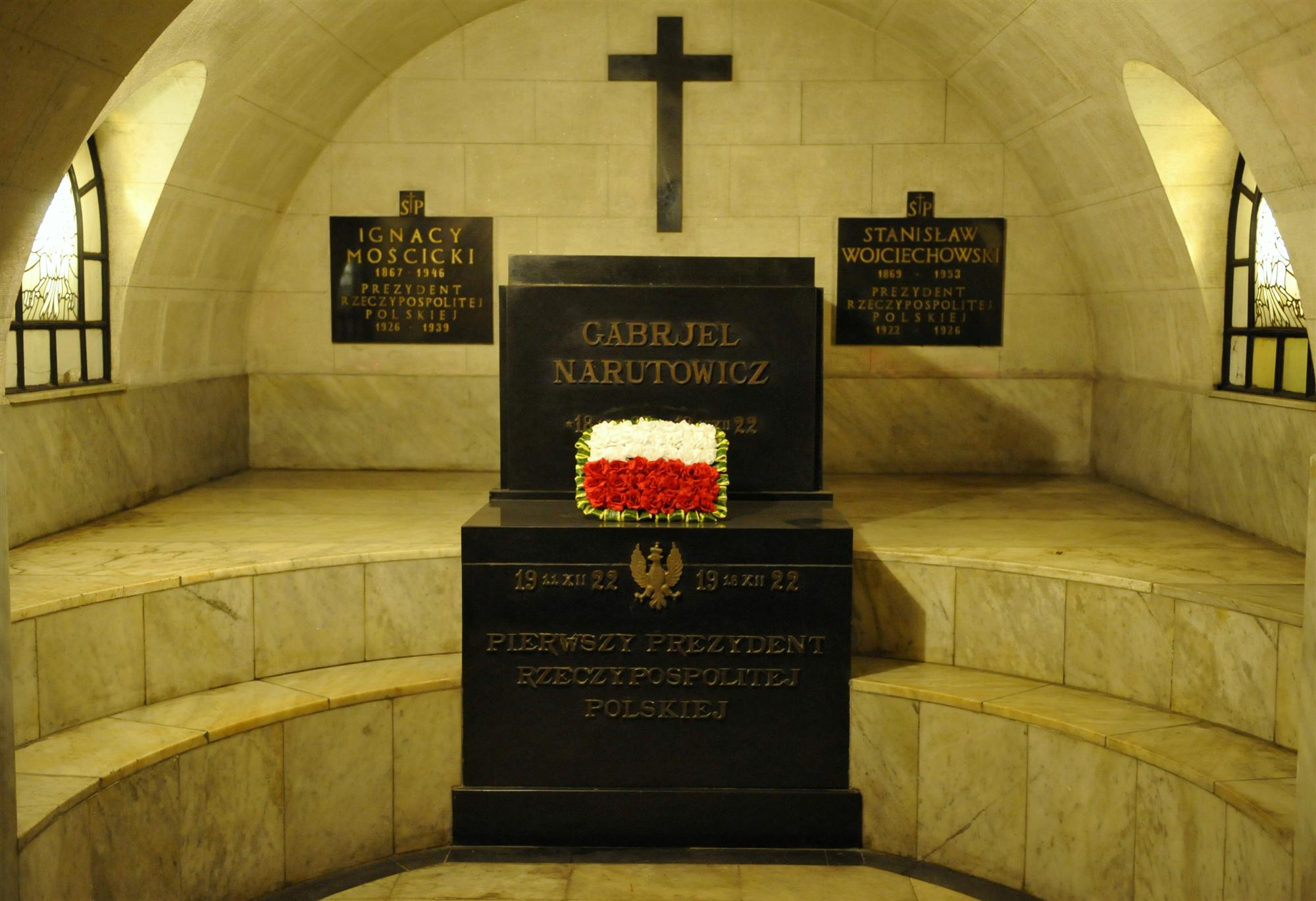
Tablica pamiątkowa Stanisława Wojciechowskiego w krypcie Gabriela Narutowicza w bazylice archikatedralnej św. Jana Chrzciciela w Warszawie

Podczas wyborów prezydenckich w maju i czerwcu 1926, przeciwnicy Piłsudskiego planowali ponownie zgłosić kandydaturę Wojciechowskiego na stanowisko głowy państwa. Ten jednak zdecydowanie odmówił – był rozczarowany sytuacją w kraju i postanowił wycofać się z życia politycznego. Poświęcił się działalności spółdzielczej w „Społem”, był także profesorem SGGW i WSH, gdzie wykładał do 1939. Od 1927 prowadził także Spółdzielczy Instytut Naukowy (w latach 1928–1929 był jego dyrektorem). W tym czasie napisał publikacje Ruch spółdzielczy, Historia spółdzielczości polskiej do roku 1914, Spółdzielnie rolnicze. Jakie być mogą i powinny w Polsce według wzorów zagranicznych (1936) oraz Historia spółdzielczości polskiej do 1914 roku (1939). W 1938 powstały także Moje wspomnienia.

W 1937 był jednym ze współzałożycieli Stronnictwa Pracy, nie przyjął jednak oferty objęcia przywództwa w tym ugrupowaniu. W trakcie kongresu założycielskiego partii, powiedział m.in.: 

Demokratyzacji naszego życia politycznego powinna towarzyszyć demokratyzacja gospodarcza. Tutaj nie widzę potrzeby żadnej nowej doktryny, wystarczy mi całkowicie chrześcijański ideał społeczny, wywyższający świadomy wysiłek ludzki, pracę, ponad siłę środków materialnych – kapitał.

W tym czasie zbliżył się do środowisk związanych z Frontem Morges, nie podjął jednak aktywnej działalności politycznej w tym porozumieniu.
Po przewrocie majowym początkowo przebywał u Władysława Grabskiego w jego majątku Borów. Odwiedził go tam wkrótce po swoim zaprzysiężeniu prezydent Ignacy Mościcki z misją mediacyjną od Piłsudskiego. Według córki Zofii powiedział jej po tych rozmowach:

Ja ich pośrednictwa nie potrzebuję, a z Piłsudskim pogodzę się na tamtym świecie. Nie chodzi o to, co zrobił mnie jako przyjacielowi, ale co zrobił Prezydentowi.

Później zamieszkał w domu na warszawskiej Kolonii Staszica. Tam spędził okres II wojny światowej, w tym powstanie warszawskie. W lipcu 1940 Gestapo aresztowało syna Wojciechowskiego, Edmunda, gdyż był jednym z 70 członków warszawskiej palestry, którzy odmówili wydalenia z niej adwokatów pochodzenia żydowskiego. Niemcy zaproponowali jego uwolnienie w zamian za podpisanie przez ojca oświadczenia o konstytucyjnej nielegalności polskiego Rządu w Paryżu. Stanisław Wojciechowski odmówił, a syn został wysłany 15 sierpnia 1940 w pierwszym warszawskim transporcie do obozu Auschwitz, gdzie wkrótce zmarł na tyfus. Po kapitulacji powstania warszawskiego został wraz z żoną i resztą ludności Warszawy umieszczony w niemieckim obozie przejściowym w Pruszkowie. Dzięki wysiłkom polskiego personelu sanitarnego udało się wymóc na niemieckiej komisji lekarskiej zwolnienie prezydenta z obozu.
Po II wojnie światowej mieszkał z córką i zięciem (W.J. Grabskim) w Podkowie Leśnej. Do końca życia Wojciechowski był przekonany, że złe czasy w historii Polski rozpoczęły się podczas przewrotu majowego. Zmarł w 1953 w Gołąbkach pod Warszawą.
Stanisław Wojciechowski został pochowany w grobowcu rodzinnym (wraz z żoną i synem) na cmentarzu Powązkowskim (kwatera Pod katakumbami-1-92/93). Jak pisali Maria i Marian Marek Drozdowscy, po jego śmierci:

Nekrologi (...) były cenzurowane. Nie pozwolono poinformować (...), że zmarł współorganizator PPS (...) i były prezydent Rzeczypospolitej. (...) Na cmentarz przyjechali (...) funkcjonariusze Urzędu Bezpieczeństwa (...), gotowi do pacyfikacji ewentualnej demonstracji patriotycznej (...). Przed grobem stały trzy stojaki: jeden – z wieńcem od rodziny, drugi – z wieńcem od „Społem”, trzeci – na którym powinien znaleźć się wieniec od władz państwowych, był symbolicznie pusty.

W 2022 roku ze środków Kancelarii Prezesa Rady Ministrów grób prezydenta Wojciechowskiego został odrestaurowany. Cały projekt został zrealizowany przez Fundację Stare Powązki.

## Rodzina
Był synem Feliksa (1825–1881) i jego drugiej żony, Florentyny Vorhoff (ok. 1833–1910). Miał rodzoną siostrę Józefę Mirowską oraz dwóch przyrodnich braci. Z małżeństwa z Marią Kiersnowską (1869–1959) miał córkę Zofię, malarkę, która poślubiła Władysława Jana Grabskiego, pisarza (ojca Macieja Władysława Grabskiego i dziadka Małgorzaty Kidawy-Błońskiej). Prezydent miał również syna Edmunda (1903–1941), adwokata, który zmarł w obozie Auschwitz.

### Wywód genealogiczny
|                                         |                                         |                                |                                |                                 |                                 |  |  |                                                      |                                                      |                                                |                                                | Adam Kononowicz h. Radwan ur. 1762 Koniuchy (Litwa), zm. 22 marca 1844 Sieradz | Felicjana Boczkowska ur. ok. 1777                     |
| Karol Feliks Wojciechowski ur. ok. 1800 | Karol Feliks Wojciechowski ur. ok. 1800 |                                |                                | Marianna Paszewska ur. ok. 1800 | Marianna Paszewska ur. ok. 1800 |  |  | Karol Vorhoff ur. ok. 1801 zm. 7 grudnia 1867 Kalisz | Karol Vorhoff ur. ok. 1801 zm. 7 grudnia 1867 Kalisz |                                                |                                                | Konstancja Kononowicz h. Radwan ur. 1801 Wąsosz Górny                          | Konstancja Kononowicz h. Radwan ur. 1801 Wąsosz Górny |
|                                         |                                         |                                |                                |                                 |                                 |  |  |                                                      |                                                      |                                                |                                                |                                                                                |                                                       |
|                                         |                                         |                                |                                |                                 |                                 |  |  |                                                      |                                                      |                                                |                                                |                                                                                |                                                       |
|                                         |                                         | Feliks Wojciechowski 1825–1881 | Feliks Wojciechowski 1825–1881 |                                 |                                 |  |  |                                                      |                                                      | Florentyna Alojza Emilia Vorhoff ok. 1833–1910 | Florentyna Alojza Emilia Vorhoff ok. 1833–1910 |                                                                                |                                                       |
|                                         |                                         |                                |                                |                                 |                                 |  |  |                                                      |                                                      |                                                |                                                |                                                                                |                                                       |
|                                         |                                         |                                |                                |                                 |                                 |  |  |                                                      |                                                      |                                                |                                                |                                                                                |                                                       |
|                                         |                                         |                                |                                |                                 |                                 |  |  |                                                      |                                                      |                                                |                                                |                                                                                |                                                       |

|  |  |  |  | Stanisław Wojciechowski 1869–1953 |

Źródło: M.J. Minakowski, Genealogia potomków Sejmu Wielkiego

## Upamiętnienie

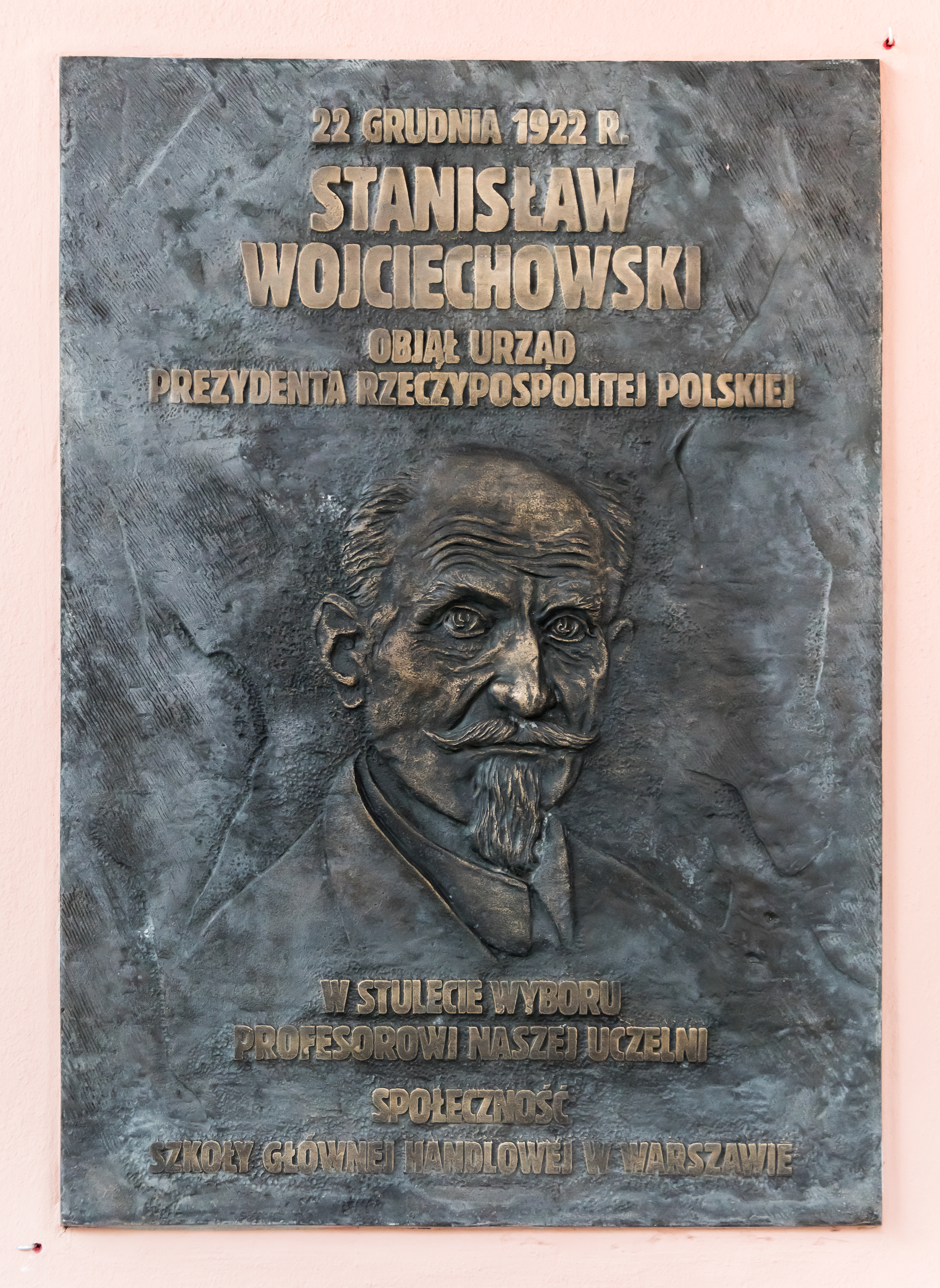
Tablica pamiątkowa na budynku „A” Szkoły Głównej Handlowej w Warszawie przy ul. Rakowieckiej 24

- W Kaliszu, w dzielnicy Dobrzec, znajduje się ulica Stanisława Wojciechowskiego.
- Uniwersytet Kaliski od 2005 roku nosi imię Prezydenta Stanisława Wojciechowskiego.
- W dniu 2 czerwca 1923 roku Stanisław Wojciechowski został Honorowym Obywatelem Miasta Kalisza[49].
- 1.10.1924 Poczta Polska wprowadziła do obiegu znaczek o wartości 1 zł z wizerunkiem prezydenta Stanisława Wojciechowskiego (numer katalogowy 193)[50].
- 11.11.1988 roku, z okazji 70 rocznicy odzyskania niepodległości Polski, został wprowadzony znaczek o wartości 20 zł z wizerunkiem prezydenta Stanisława Wojciechowskiego (numer katalogowy 3024)[51].
- W Warszawie, w dzielnicy Ursus, znajduje się ulica Stanisława Wojciechowskiego.
- W 2022 na budynku „A” Szkoły Głównej Handlowej w Warszawie przy ul. Rakowieckiej 24 odsłonięto tablicę upamiętniającą Stanisława Wojciechowskiego[52].
- 4 kwietnia 2023 Narodowy Bank Polski wprowadził monetę kolekcjonerską o nominale 10 zł upamiętniającą prezydenta[53].
- 4 kwietnia 2023 wszedł do obiegu znaczek pocztowy o wartości 3,90 zł z wizerunkiem Stanisława Wojciechowskiego na tle budynku Szkoły Głównej Handlowej w Warszawie. Autorem projektu był Jan Konarzewski[54][55].
- Wizerunek Wojciechowskiego widnieje na srebrnej monecie kolekcjonerskiej o nominale 20 złotych wyemitowanej przez Narodowy Bank Polski w lutym 2025 z okazji 100-lecia podpisania konkordatu między Stolicą Apostolską a Rzecząpospolitą Polską[56].

## Odznaczenia
- Order Orła Białego[57]

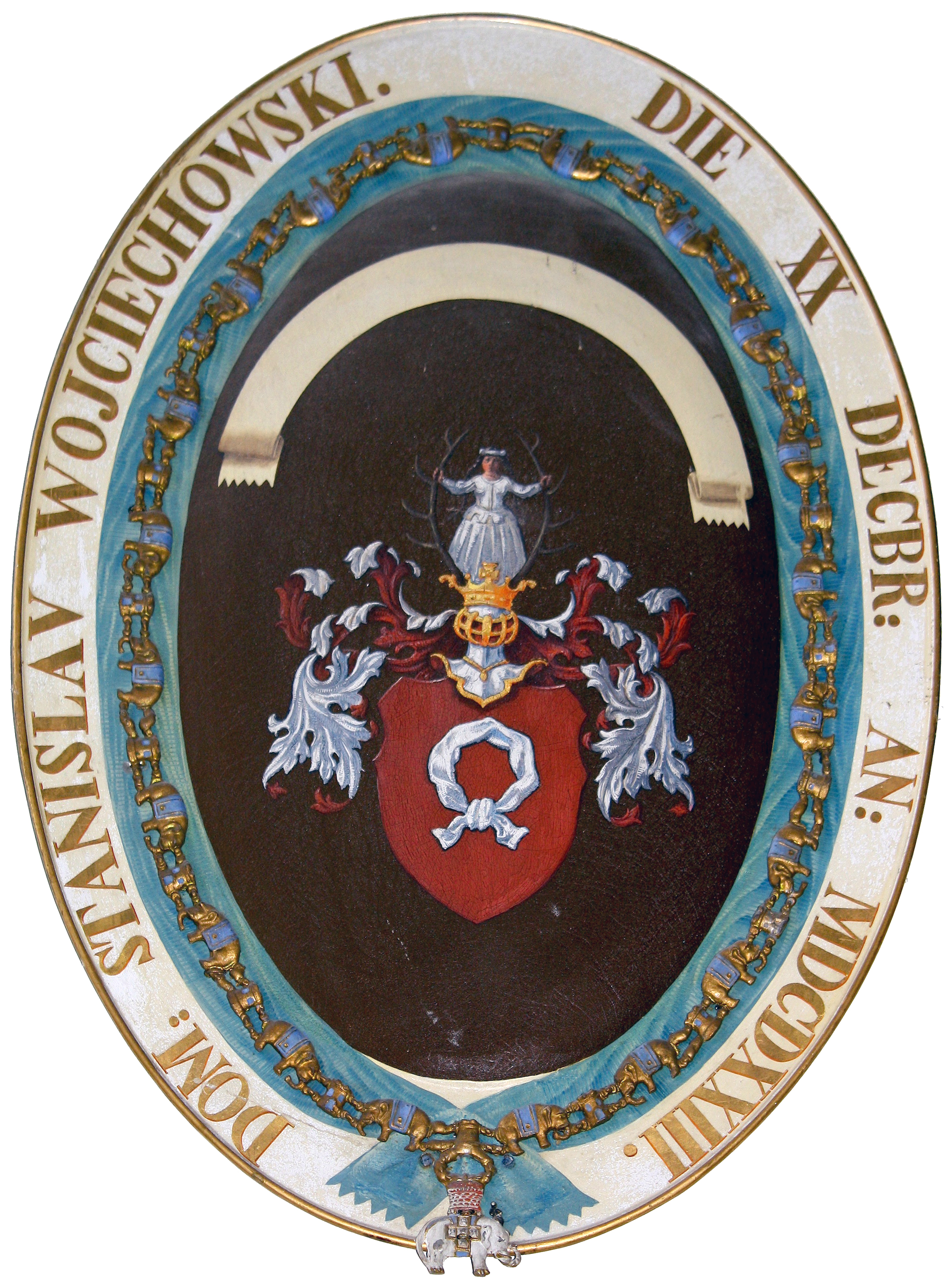
Tarcza herbowa prezydenta Stanisława Wojciechowskiego jako kawalera Orderu Słonia (1923) w kaplicy Orderu Słonia na zamku Frederiksborg w Hillerød (Dania)

- Wielka Wstęga Orderu Odrodzenia Polski[57][58]
- Order „Odrodzenia Polski” klasy III – w uznaniu zasług, położonych dla Rzeczypospolitej Polskiej w dziedzinie działalności społecznej i państwowej (Dekret Naczelnika Państwa 29 grudnia 1921)[59]
- Krzyż Niepodległości (odmówił przyjęcia)[60]
- Order Słonia (Dania, 1923)[57][61]
- Order Krzyża Wolności I klasy (Estonia)
- Krzyż Wielki Orderu Legii Honorowej (Francja)[57][25]
- Krzyż Wielki Orderu Lwa Niderlandzkiego (Holandia)[57]
- Krzyż Wielki Orderu Złotej Ostrogi (Stolica Apostolska, 1925)[57][62]
- Krzyż Wielki Orderu Lwa Białego z łańcuchem (Czechosłowacja, 1926)[57][63]
- Krzyż Wielki Orderu Karola I z łańcuchem (Rumunia)[57]
- Krzyż Wielki Orderu Słońca z brylantami (Peru)[57]
- i inne